# Alfius pictipennis
Alfius pictipennis es un coleóptero de la familia Chrysomelidae. Fue descrita en 1929 por Lea. Se encuentra en Australia.